# تريفور موريس (ملحن)
تريفور موريس هو مؤلف موسيقى تصويرية وملحن كندي، ولد في 25 مايو 1970 في لندن في كندا.

## وصلات خارجية
- الموقع الرسمي
- تريفور موريس على موقع IMDb (الإنجليزية)
- تريفور موريس على موقع ميوزك برينز (الإنجليزية)
- تريفور موريس على موقع بوكس أوفيس موجو (الإنجليزية)
- تريفور موريس على موقع أول ميوزيك (الإنجليزية)
- تريفور موريس على موقع ديسكوغز (الإنجليزية)
- تريفور موريس على موقع قاعدة بيانات الفيلم (الإنجليزية)